# Dimítrova
Dimítrova - Димитрова (rus) - és un khútor del krai de Krasnodar, a Rússia. Es troba a la riba dreta del riu Kirpili. És a 12 km al nord-oest de Timaixovsk i a 71 km al nord de Krasnodar.
Pertany a l'stanitsa de Dnepróvskaia.